# Pseudocandona trigonelia
Pseudocandona trigonelia é uma espécie de crustáceo da família Candonidae.
É endémica da Eslovénia.